# Pfarrkirche Großebersdorf

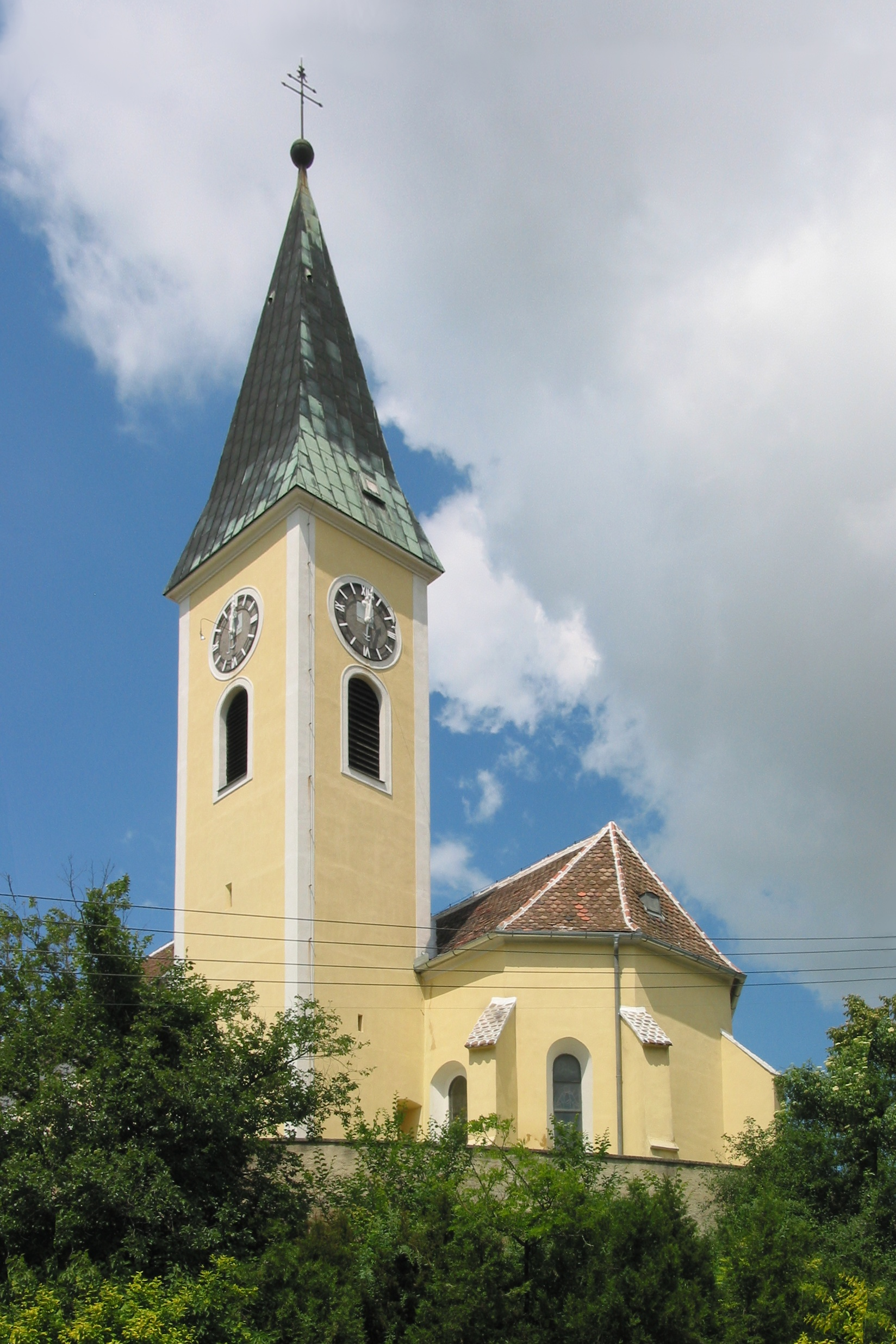
Kath. Pfarrkirche hl. Nikolaus in Großebersdorf

Die römisch-katholische Pfarrkirche Großebersdorf steht erhöht auf dem Kirchhügel im Nordwesten der Gemeinde Großebersdorf im Bezirk Mistelbach in Niederösterreich. Sie ist dem heiligen Nikolaus geweiht und gehört zum Dekanat Wolkersdorf im Vikariat Unter dem Manhartsberg der Erzdiözese Wien. Das Bauwerk steht unter Denkmalschutz (Listeneintrag).

## Geschichte
Der gotische Chor wurde Anfang des 15. Jahrhunderts und der Südturm wurde um 1400 errichtet. Mitte des 13. Jahrhunderts erhielt die Kirche das Vikariat. Im 14. Jahrhundert wird erstmals eine Pfarre urkundlich erwähnt. 1789 wurde sie endgültig von der Mutterpfarre, der Pfarre Niederhollabrunn gelöst.

## Architektur

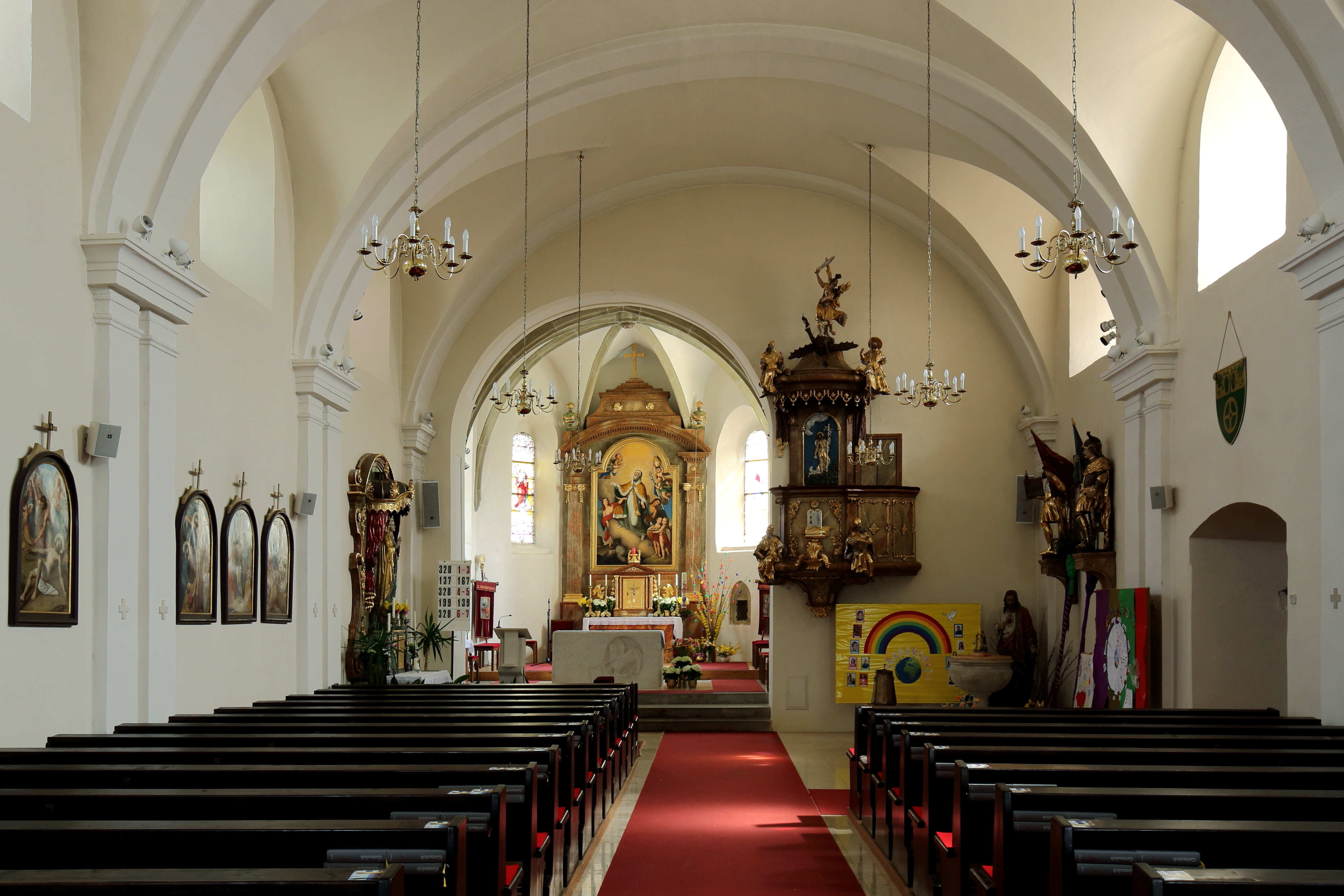
Innenansicht Richtung Chorraum

Kirchenäußeres

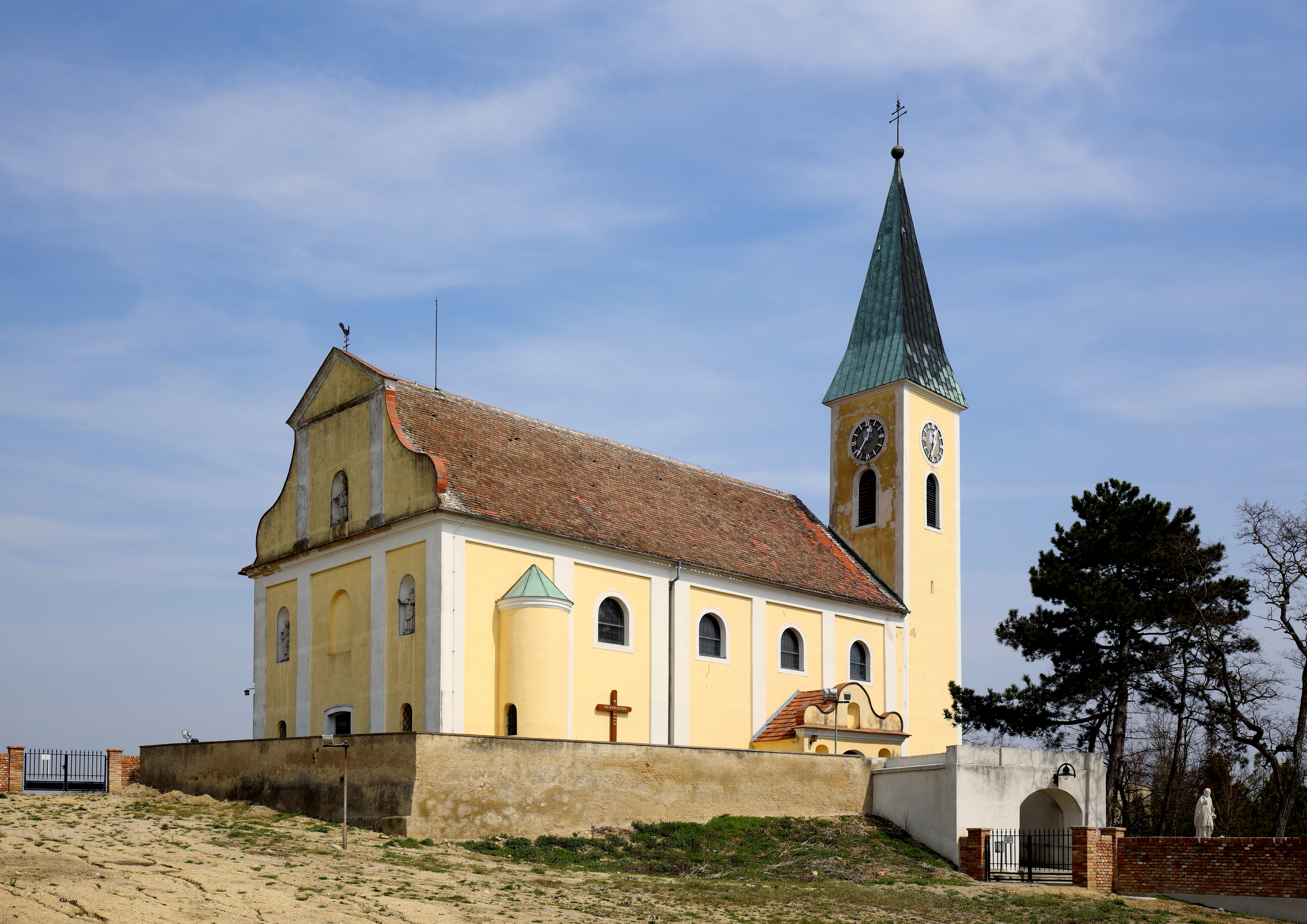
Südwestansicht der Pfarrkirche

Die Kirche ist ein barocker Saalbau mit gotischem Chor und Südturm. Das Langhaus wurde im 18. Jahrhundert errichtet und ist aus der Chorachse nach Süden verschoben. Im Jahr 1908 wurde es um zwei Joche Richtung Westen erweitert. Die Fassade ist einheitlich mit Lisenen gegliedert. Die westliche Fassade endet nach oben hin in einem geschweiften Giebel. Südlich schließt an das Langschiff eine barocke Portalvorhalle mit geschwungenem Giebel an. Der Chor mit 5/8-Schluss ist durch Strebepfeiler gegliedert und von Rundbogenfenstern durchbrochen. Das östlichste Fenster ist vermauert. Der Kirchturm südlich des Langschiffes ist wie die Fassade ebenfalls durch Lisenen gegliedert. Im Untergeschoß sind gotische Schlitzfenster zu sehen. Die Schallfenster sind rundbogig. Der Turm wird durch einen Pyramidenhelm bekrönt. Nördlich schließt der Sakristei-Anbau an die Kirche an.
Kircheninneres
Das Langhaus aus dem 18. Jahrhundert ist stichkappentonnengewölbt und lagert zwischen Doppelgurtbögen. Diese ruhen wiederum auf Doppelpilastern. Im Westen des Kirchenschiffes ist eine dreischiffige kreuzgratunterwölbte Orgelempore. Ein eingezogener rundbogiger Triumphbogen trennt das Langschiff vom einjochigen Chor, der kreuzrippengewölbt ist.  Die Schlusssteine sind skulptiert. Eine Skulptur stellt einen Christuskopf, die anderen Rosetten dar. Zwei Konsolsteine weisen Blattdekor auf, die spitzbogige Sakramentsnische ist mit Maßwerk dekoriert. In der Südwand des Chores ist ein Portal mit Schulterbogenportal, das zum kreuzrippengewölbten Turmerdgeschoß führt.

## Ausstattung

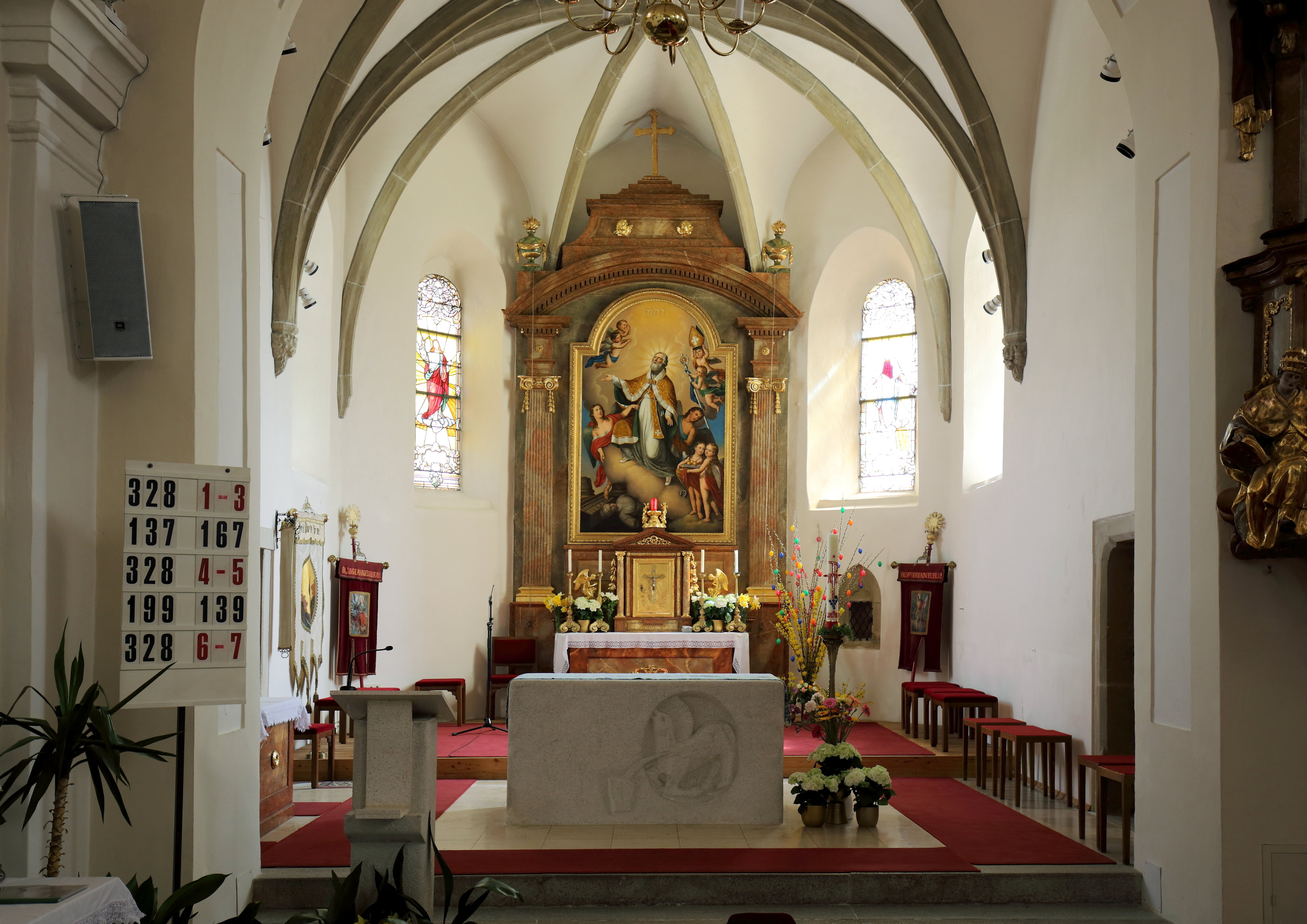
Chorraum mit Hochaltar

Der Hochaltar ist ein Bildrahmenretabel aus der Zeit um 1800. Das Altarblatt zeigt den heiligen Nikolaus. Auf dem linken Seitenaltar steht ein Kruzifix, auf dem rechten eine Madonnenstatue. Beide stehen vor einer kartuscheförmigen Wandverkleidung aus Stuckmarmor aus der Zeit um 1750. Die barocke Kanzel entstand in der Mitte des 18. Jahrhunderts. Auf dem Korb und dem Schalldeckel befinden sich Schnitzfiguren der Kirchenväter. Im Chor stehen barocke Konsolfiguren des heiligen Leopold und des heiligen Florian aus der Mitte des 18. Jahrhunderts. An der Orgelempore sind Figuren des heiligen Rochus und des heiligen Sebastian vom Anfang des 18. Jahrhunderts. Das Taufbecken mit einer barocken Schnitzgruppe, die die „Taufe Jesu“ darstellt, wurde 1669 geschaffen.

## Orgel
Die Orgel mit 10 Registern aus dem Jahr 1875 stammt von Franz Strommer.